# Sara Christian
Sara Williams Christian, född 25 augusti 1918 i Dahlonega i Georgia, död 7 mars 1980, var en amerikansk racerförare. Hon var den första kvinnliga deltagaren i ett nascarlopp. Hon deltog i sammanlagt 7 lopp 1949-1950 inklusive det allra första loppet som arrangerades av National Association for Stock Car Auto Racing. Hon körde för sin man Frank Christian som ägde flertalet Nascar-bilar.
Hon är gravsatt på Pleasant Grove United Methodist Church Cemetery i Georgia.

## Utmärkelser
- 1949 - Utsedd till "Woman Driver of the Year" av United States Driver’s Association.[4]
- 2004 - Postumt upptagen i Georgia Automobile Racing Hall of Fame.[4]

## Resultat
| År      | Starter | Vinster | Top-5 | Top-10 | Pole | Varv | Prispengar ($) | Placering | Poäng |
| ------- | ------- | ------- | ----- | ------ | ---- | ---- | -------------- | --------- | ----- |
| 1949    | 6       | 0       | 1     | 2      | 0    | 0    | 760            | 13        | 282   |
| 1950    | 1       | 0       | 0     | 0      | 0    | 0    | 50             | 107       | i.u.  |
|         |         |         |       |        |      |      |                |           |       |
| Totalt  | 7       | 0       | 1     | 2      | 0    | 0    | 810            |           |       |
| Källor: |         |         |       |        |      |      |                |           |       |